# 基山停車區
基山停车区（日语：基山パーキングエリア）是位於佐賀縣三養基郡基山町與福岡縣筑紫野市的九州自動車道之休息區。

## 連接道路
- 九州自動車道

## 歷史
- 1975年3月13日 - 九州自動車道古賀IC至鳥栖JCT之間開通，此休息區也同時啟用。

## 休息區設施
- 上行線（福岡、北九州、本州方向）
  - 停車場
    - 小型車：180台
    - 大型車：85台

  - 廁所
    - 男士 大型12（和式8、西式4）、小型36
    - 女士 47（和式41、西式6）
    - 輪椅人士專用 1

  - 小食販賣（7:00-22:00）
  - 樂天利餐廳（7:00-22:00）
  - 商店（7:00-22:00）
  - 宅急送服務
  - 青蘋果販賣（10:00-19:00）
  - 羅森便利店（24小時）
    - 藥物販賣
    - 星巴克（7:00-22:00）
    - 傳真服務

  - 按摩設施
  - 公路資訊
  - 福岡機場資訊
  - 自動櫃員機
  - 自動售賣機
  - 手提電話充電器（7:00-22:00）
  - 郵筒（基山郵局管理）
  - 巴士站
- 下行線（長崎、大分、熊本、鹿兒島方向）
  - 停車場
    - 小型車：167台
    - 大型車：55台

  - 廁所
    - 男士 大型12（和式9、西式3）、小型35
    - 女士 47（和式41、西式6）
    - 輪椅人士專用 1

  - 小食販賣
    - 烏冬、蕎麥麵「杜鵑庵」（24小時）
    - 基山拉麵「基山亭」（24小時）
    - 和定食「みずき」（8:00-20:00）
    - 「みつせ」（8:00-20:00）

  - 樂天利餐廳（7:00-22:00）
  - 商店（6:00-23:00）
  - 宅急送服務
  - 羅森便利店（24小時）
    - 藥物販賣
    - 自動櫃員機
    - DOUTOR咖啡唐（6:30-21:00）
    - 傳真服務（平日：8:00-17:00、假日：8:00-18:00）

  - 公路資訊
  - 自動售賣機
  - 手提電話充電器（6:00-23:00）
  - 郵筒（筑紫野郵局管理）
  - 彩票販賣（8:30-16:00）
  - 巴士站

|  |  |  |

## 鄰近設施
九州自動車道
(8-1)筑紫野IC - 基山停车区 - (9)鳥栖JCT - (10)久留米IC

## 相關項目
- 日本服務區與休息區一覽

## 外部連結
- 西日本高速道路株式會社 （页面存档备份，存于）（日語）